# Azygocera picturata
Azygocera picturata – gatunek chrząszcza z rodziny kózkowatych i podrodziny zgrzypikowych. Jedyny przedstawiciel rodzaju Azygocera.

## Zasięg występowania
Ameryka Południowa, występuje w Argentynie (prowincje Neuquén i Santa Cruz) oraz w Chile.